# 第49ヘリコプター海洋打撃飛行隊 (アメリカ海軍)
第49ヘリコプター海洋打撃飛行隊（だい49ヘリコプターかいようだげきひこうたい、英: Helicopter Maritime Strike Squadron 49、略称：HSM-49）は、アメリカ海軍太平洋艦隊ヘリコプター海洋打撃航空団隷下のヘリコプター部隊。愛称はスコーピオンズ。1990年3月23日に第49軽ヘリコプター対潜飛行隊（英: Anti-Submarine Squadron Light 49、略称：HSL-49）として編成され、2015年4月1日に第49ヘリコプター海洋打撃飛行隊へ改編された。カリフォルニア州ノースアイランド海軍航空基地に所在し、哨戒ヘリコプターとしてMH-60Rを運用する。なお、遠征飛行隊に指定されており、必要に応じて遠征部隊に組み込まれる。

## 歴代運用機
- 哨戒ヘリコプター
  - SH-60B
  - MH-60R